# ستوروژینتس
ستوروژینتس (به روسی: Сторожинець) شهری در استان چرنیوتسی در کشور اوکراین واقع شده‌است. جمعیت این شهر ۱۴,۱۳۸ نفر (۲۰۲۱ تخمینی) است.

## نگارخانه

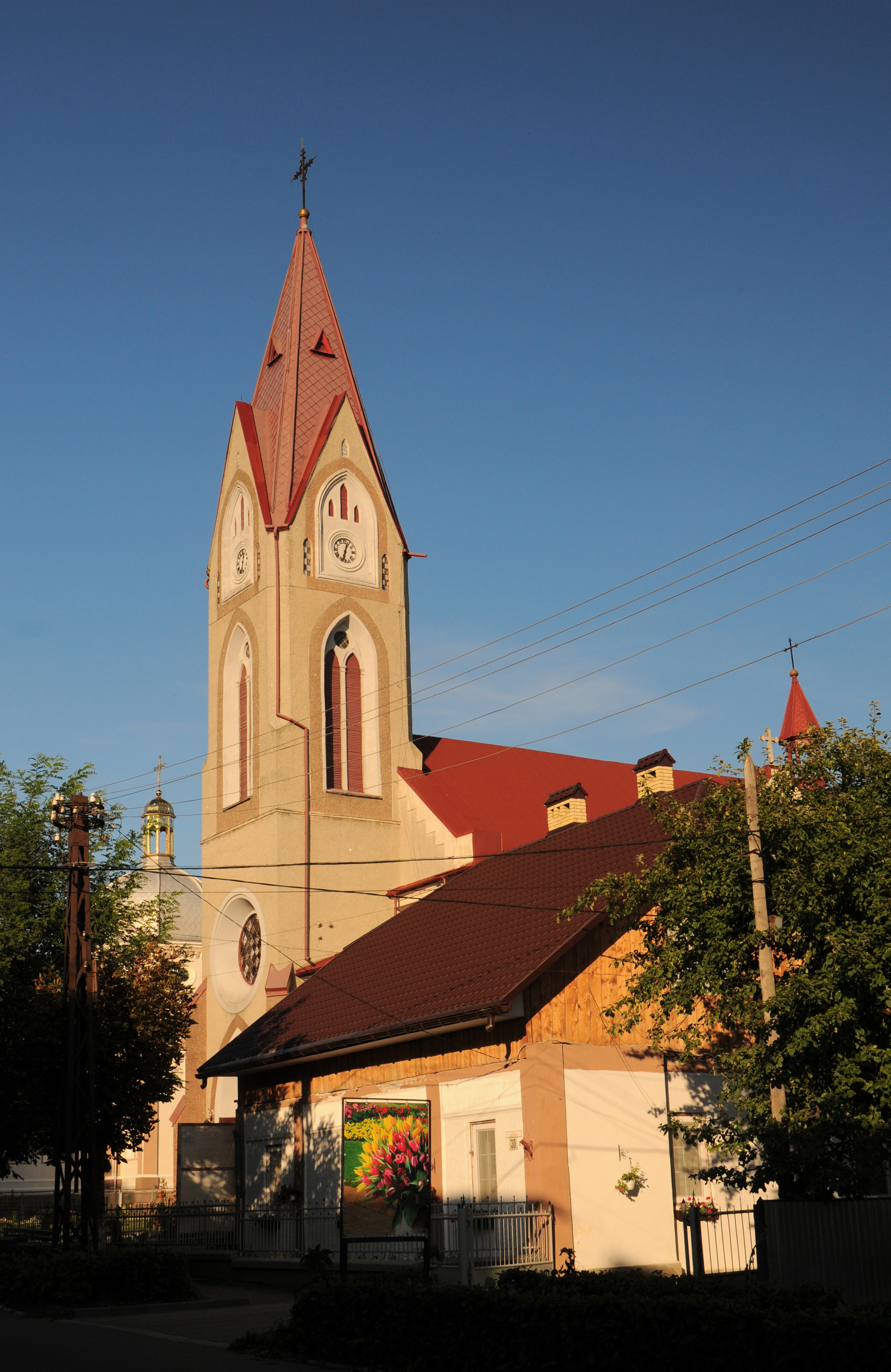
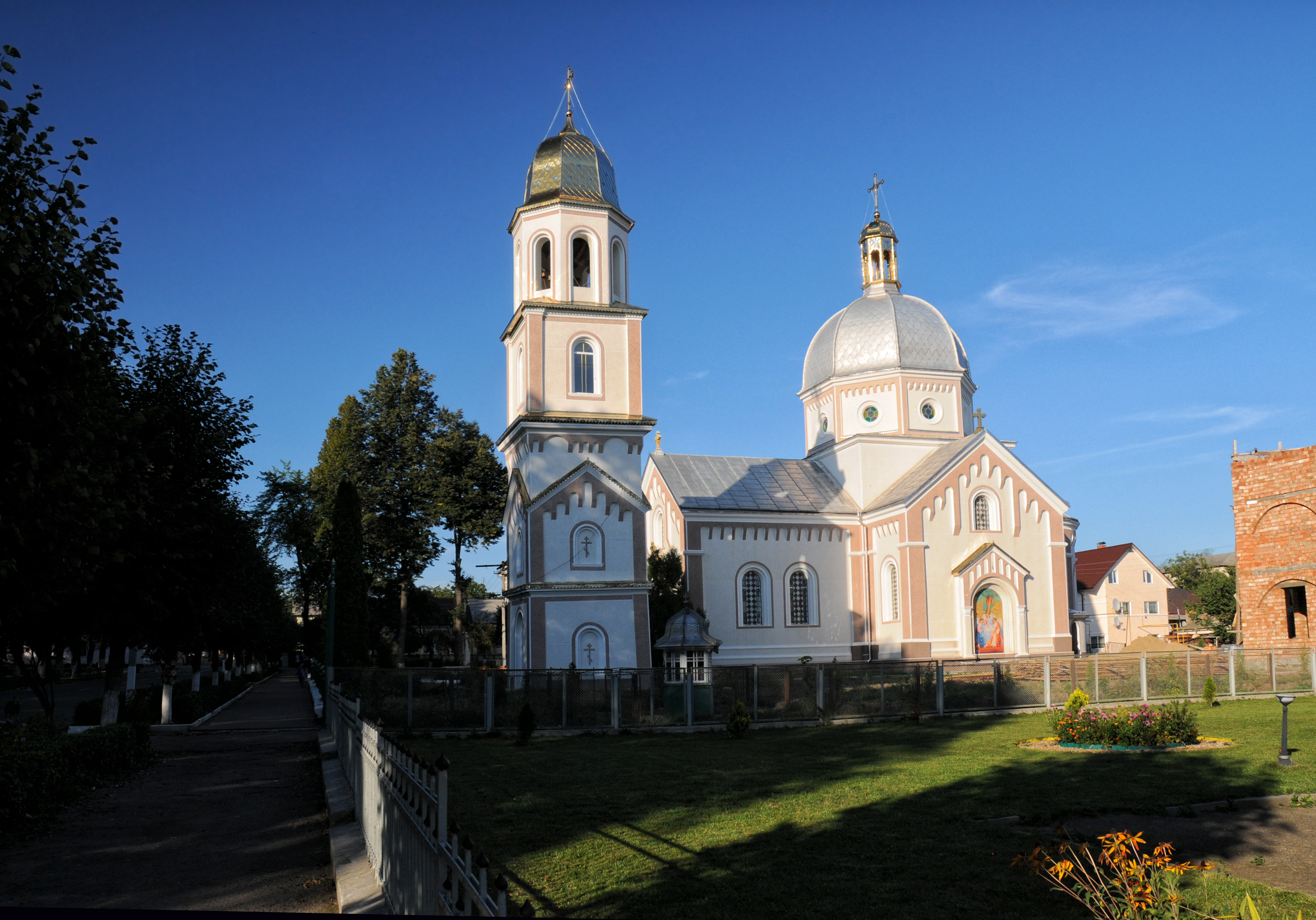
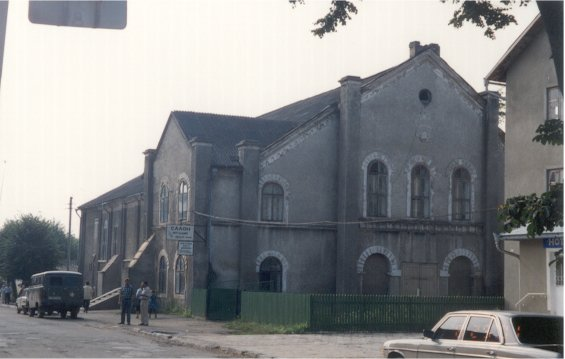
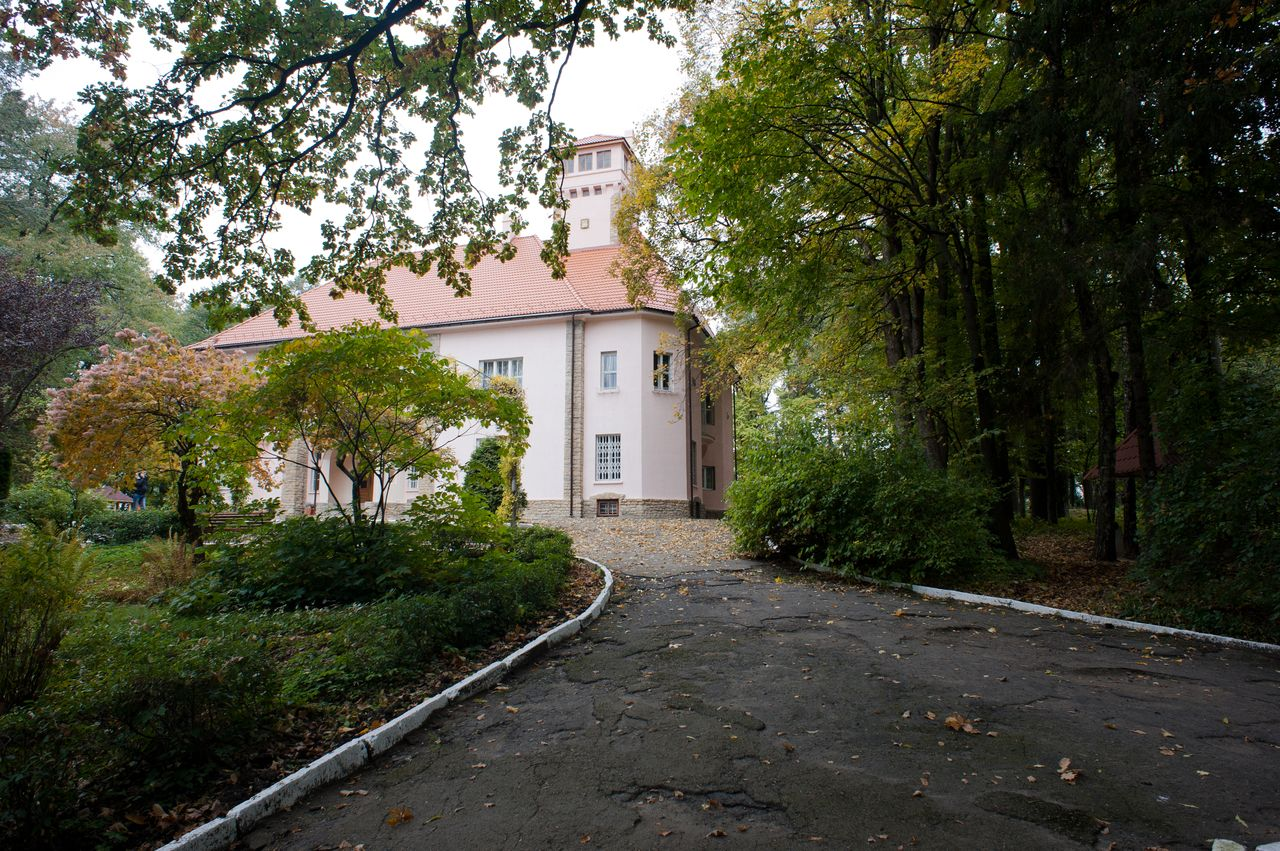
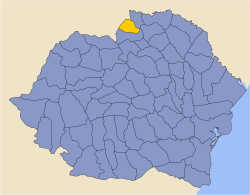